# Jamesbrittenia fruticosa
Jamesbrittenia fruticosa är en flenörtsväxtart som först beskrevs av George Bentham, och fick sitt nu gällande namn av O.M. Hilliard. Jamesbrittenia fruticosa ingår i släktet Jamesbrittenia och familjen flenörtsväxter. Inga underarter finns listade i Catalogue of Life.